# A barbárokra várva (film)
A barbárokra várva (eredeti cím: Waiting for the Barbarians) 2020-ban bemutatott amerikai-olasz filmdráma, melyet Ciro Guerra rendezett, angol nyelvű rendezői debütálásaként. A film J. M. Coetzee azonos című regényén alapszik. A főszerepben Mark Rylance, Johnny Depp, Robert Pattinson, Gana Bayarsaikhan és Greta Scacchi látható.
Premierje a Velencei Nemzetközi Filmfesztiválon volt 2019. szeptember 6-án, majd 2020. augusztus 7-én mutatta be a Samuel Goldwyn Films.
Annak ellenére, hogy a filmkritikusok általánosságban vegyes értékeléseket adtak, a filmet pozitívan fogadta a közösség, dicsérve egyebek mellett a rendezést, a színészi játékot és a mű hangvételét.

## Szereplők
| Szerep              | Színész           | Magyar hang       |
| ------------------- | ----------------- | ----------------- |
| Bíró                | Mark Rylance      | Epres Attila      |
| Joll ezredes        | Johnny Depp       | Stohl András      |
| Mandel altiszt      | Robert Pattinson  | Szatory Dávid     |
| A lány              | Gana Bayarsaikhan | Dobó Enikő        |
| Mai                 | Greta Scacchi     | Farkasinszky Edit |
| Hivatalnok          | David Dencik      | Bordás János      |
| Hadnagy             | Sam Reid          | Seder Gábor       |
| Helyőrségi katona 1 | Harry Melling     | Bor László        |
| Helyőrségi katona 2 | Bill Milner       | Ágoston Péter     |

## A film készítése
2016 októberében bejelentették, hogy Ciro Guerra filmrendező a Barbárokra várva című regény adaptációján dolgozik, amely az első angol nyelvű debütáló filmje lett. Bejelentették, hogy Mark Rylance lett a film főszereplője.
2018 májusában Johnny Depp állítólag felvette a kapcsolatot Guerrával a filmben való szerepléssel kapcsolatban. Robert Pattinsonról kiderült, hogy ő is szerepet játszik a filmben. Depp októberben megerősítette, hogy ő is főszerepet játszik a filmben, valamint kiderült, hogy a forgatást a hónap végén kellett megkezdeni Marokkóban, ami október 29-ig tartott. A produkció 2018. december 14-re fejeződött be.